# Municipio de Middle Paxton
El municipio de Middle Paxton (en inglés: Middle Paxton Township) es un municipio ubicado en el condado de Dauphin en el estado estadounidense de Pensilvania. En el año 2000 tenía una población de 4.823 habitantes y una densidad poblacional de 34.1 personas por km².

## Geografía
El municipio de Middle Paxton se encuentra ubicado en las coordenadas 40°22′00″N 76°49′59″O / 40.36667, -76.83306.

## Demografía
Según la Oficina del Censo en 2000 los ingresos medios por hogar en la localidad eran de $54,619 y los ingresos medios por familia eran de $59,007. Los hombres tenían unos ingresos medios de $41,037 frente a los $30,233 para las mujeres. La renta per cápita de la localidad era de $28,146. Alrededor del 5,2% de la población estaba por debajo del umbral de pobreza.